# Castelo de Kelspoke

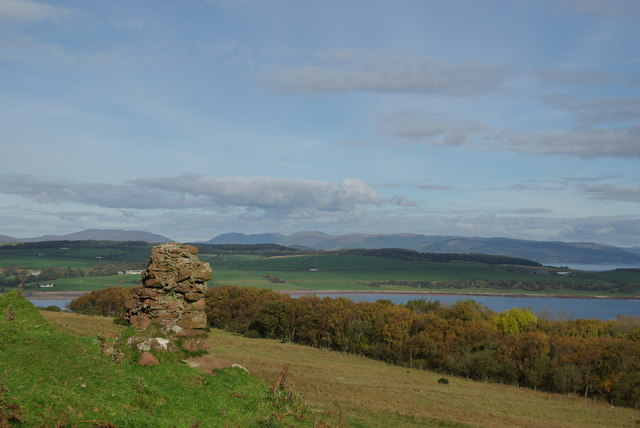
O pequeno fragmento que, junto com o contorno das fundações, constitui os únicos vestígios visíveis do Castelo Kelspoke

O Castelo de Kelspoke é um castelo em ruínas com vista para a Baía de Kilchattan, na Ilha de Bute, na Escócia. Apenas uma pequena parte das ruínas encontra-se acima do solo.